# Îles du Roi Georges
Îles du Roi Georges – grupa wysp położonych w północno-wschodniej części archipelagu Tuamotu, w Polinezji Francuskiej. Îles du Roi Georges składa się z czterech atoli: Ahe, Manihi, Takapoto i Takaroa, oraz wyspy Tikei.

## Historia
Pierwszą wzmiankę o tych wyspach uczynił w 1616 roku holenderski żeglarz Jacob Le Maire. Początkowo grupę nazywano Îles sans fond, obecną nazwę nadał jej na cześć brytyjskiego króla Jerzego III Hanowerskiego John Byron.